# Miletići
Miletići su naseljeno mjesto u općini Travnik, Federacija Bosne i Hercegovine, BiH.

## Povijest
Tijekom bošnjačko hrvatskog sukoba, 24. travnja 1993. u Gonjim Miletićima pripadnici Armije RBiH počinili su zločin ubivši petoro Hrvata. Ostali mještani su protjerani iz svojih domova. Od tada u Miletićima više nema Hrvata.

## Stanovništvo

### 1991.
Nacionalni sastav stanovništva 1991. godine, bio je sljedeći:
ukupno: 83
- Hrvati - 55
- Muslimani - 25
- Jugoslaveni - 3

### 2013.
Nacionalni sastav stanovništva 2013. godine, bio je sljedeći:
ukupno: 118
- Bošnjaci - 118